# Forever (serial telewizyjny 2018)
Forever  – internetowy amerykański serial telewizyjny (komediodramat) wyprodukowany przez Alan Yang Pictures, Normal Sauce, 3 Arts Entertainment, Brillstein Entertainment Partners oraz Amazon Studios, Universal Television, którego twórcami są Alan Yang i Matt Hubbard.
Wszystkie 8 odcinków pierwszej serii zostało udostępnionych 14 września 2018 roku na stronie internetowej platformy Amazon Studios[.
Pod koniec lipca 2019 roku platforma Amazon poinformowała o zakończeniu produkcji serialu po jednym sezonie.
Serial opowiada historię małżeństwa Hoffmanów, którzy są znudzeni wspólnym życiem.

## Obsada

### Główna
- Fred Armisen jako Oscar Hoffman
- Maya Rudolph jako June Hoffman

### Role drugoplanowe
- Catherine Keener jako Kase
- Noah Robbins jako Mark Erickson
- Sharon Omi jako pani Nakajima
- Kym Whitley jako Sharon
- Charles Emmett jako Jim
- Cooper Friedman jako Josiah
- Peter Weller jako The Traveler
- Julia Ormond jako Marisol
- Obba Babatundé jako Gregory

## Odcinki
| Sezon | Odcinki | Oryginalna emisja w (USA) Amazon Studios | Oryginalna emisja w (USA) Amazon Studios |
| Sezon | Odcinki | Premiera sezonu                          | Finał sezonu                             |
| ----- | ------- | ---------------------------------------- | ---------------------------------------- |
| 1     | 8       | 14 września 2018                         | 14 września 2018                         |

### Sezon 1 (2018)
| # | Tytuł            | Reżyseria     | Scenariusz                                | Premiera w Amazon Studios |
| - | ---------------- | ------------- | ----------------------------------------- | ------------------------- |
| 1 | Together Forever | Alan Yang     | Alan Yang, Matt Hubbard                   | 14 września 2018          |
| 2 | June             | Alan Yang     | Matt Murray, Alan Yang, Matt Hubbard      | 14 września 2018          |
| 3 | The Lake House   | Janicza Bravo | Joe Mande, Alan Yang, Matt Hubbard        | 14 września 2018          |
| 4 | Kase             | Janicza Bravo | Jen Statsky, Alan Yang, Matt Hubbard      | 14 września 2018          |
| 5 | Another Place    | Miguel Arteta | Aniz Adam Ansari, Alan Yang, Matt Hubbard | 14 września 2018          |
| 6 | Andre and Sarah  | Alan Yang     | Alan Yang, Colleen McGuinness             | 14 września 2018          |
| 7 | Oceanside        | Miguel Arteta | Ali Gusberg, Alan Yang, Matt Hubbard      | 14 września 2018          |
| 8 | Goodbye Forever  | Alan Yang     | Alan Yang, Matt Hubbard                   | 14 września 2018          |

## Produkcja
8 września 2017 roku platforma Amazon zamówiła pierwszy sezon komedii.